# Isachne kiyalaensis
Isachne kiyalaensis là một loài thực vật có hoa trong họ Hòa thảo. Loài này được Robyns mô tả khoa học đầu tiên năm 1932.